# 암반자
암반자(Ambanja)는 마다가스카르 북부에 위치한 도시로, 인구는 28,468명(2001년 기준)이다. 모잠비크 해협과 접하며 암반자 현의 행정 중심지이다.
암반자 전체 인구 가운데 60%는 농업에, 2%는 목축업에 종사한다. 주요 생산 작물은 코코아이며 그 다음으로는 커피와 쌀이 생산된다. 26%는 상공업에 종사하며 10%는 어업에 종사한다.